# Jan Brokken

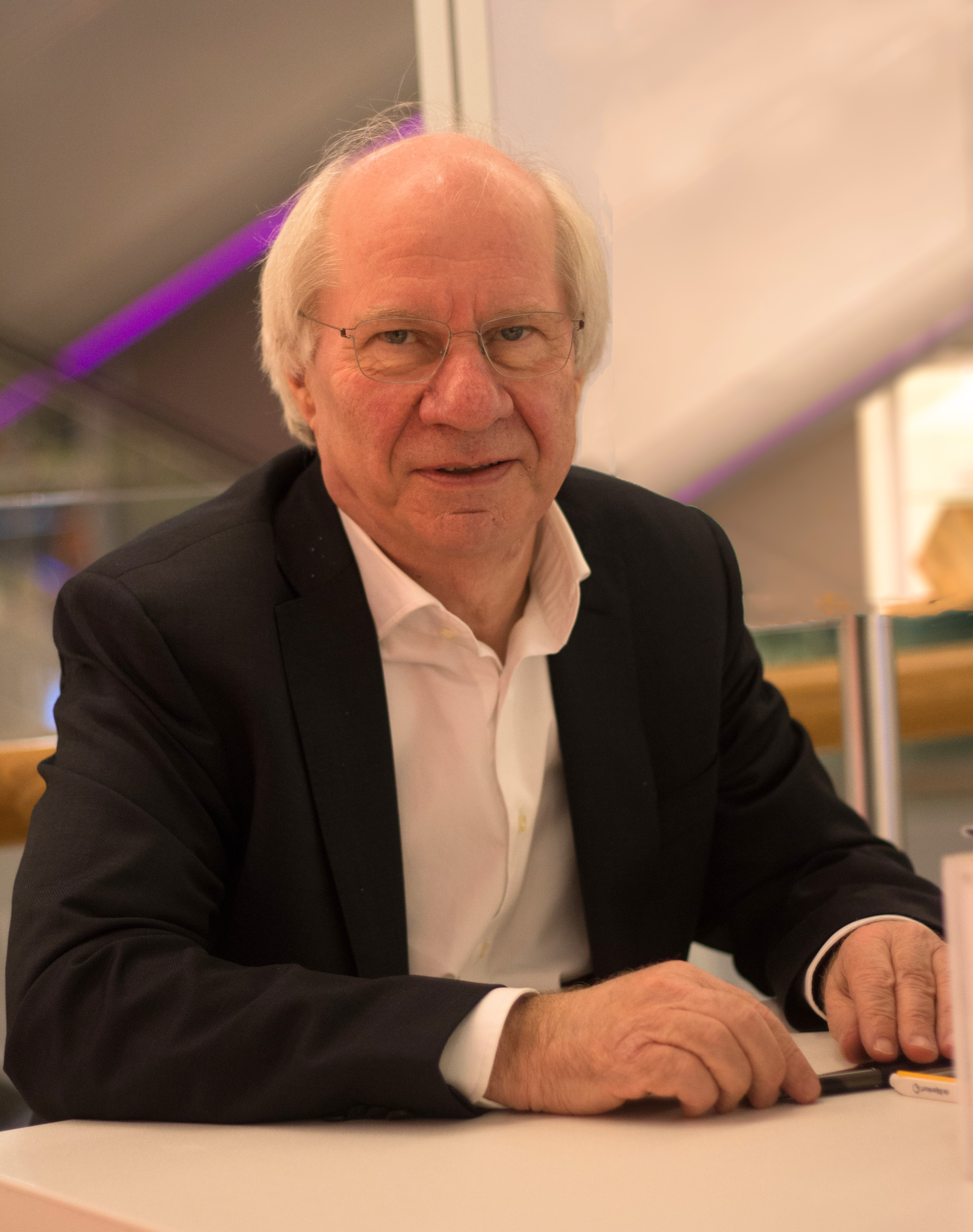
Jan Brokken, 2016

Jan Brokken (* 10. Juni 1949 in Leiden) ist ein niederländischer Journalist und Schriftsteller.

## Leben
Brokken ist ein Kind eines niederländischen Pfarrers, der nach Kriegsende aus der Kolonie Niederländisch-Indien zurückgekehrt war. Er wuchs ab 1952 im Dorf Rhoon auf.  
Nach einem Studium der Journalistik in Utrecht und der Politik in Bordeaux schrieb er  1974 eine beachtete Biografie über Mata Hari. Er veröffentlicht regelmäßig Romane, der internationale Durchbruch gelang ihm 1995 mit dem Roman Die blinden Passagiere. Er schrieb außerdem Erzählungen und Reiseliteratur.
Der Roman Die blinden Passagiere spielt auf einem Schiff, das von Rotterdam über die Karibik nach Valparaíso unterwegs ist. Protagonist ist der niederländische Gemälderestaurator Maurice, der sich nach einer privaten Krise eine „Auszeit“ als Passagier auf einem Frachtschiff gönnt. Neben der Besatzung sind noch die Frau eines Besatzungsmitglieds sowie zwei blinde Passagiere aus Osteuropa an Bord, deren Ziel es ist, nach Amerika zu fliehen. Neben den Geschehnissen an Bord, etwa einer Liebesaffaire, tritt im Laufe des Romans immer mehr die Biographie von Maurice und seines vom Krieg traumatisierten Vaters in den Blickpunkt. 
Das Leben in Rhoon thematisierte er bereits in den Romanen De provincie und Mijn kleine waanzin. 2013 schrieb er das Buch De Vergelding (deutsch: Die Vergeltung) über die deutsche Besetzung des Dorfes und eine Vergeltungsaktion, bei der sieben Männer von der deutschen Wehrmacht hingerichtet wurden. 
Brokken lebt in Amsterdam und Curaçao.

## Werke (Auswahl)
- Mata Hari (1975)
- Het volle literaire leven (1978)
- Schrijven (1980)
- Over F.B. Hotz (1982)
- De provincie (1984)
- De zee van vroeger (1986)
- Met musici (1988)
- Zaza en de president (1988)
- De moordenaar van Ouagadougou, gevolgd door Een basiliek in het regenwoud (1989)
- De regenvogel (1991)
- Goedenavond, mrs. Rhys (1992)
- Spiegels (1993)
- Vulkanen vanaf zee (1993)
- De blinde passagiers (1995)
- De droevige kampioen (1997)
- Jungle Rudy (1999)
- Voel maar (2001)
- Afrika (de Afrika-boeken: Zaza en de president / De moordenaar van Ouagadougou & Een basiliek in het regenwoud / De regenvogel/ Nog een nacht) (2001)
- Mijn kleine waanzin (2004)
- Waarom elf Antillianen knielden voor het hart van Chopin (2006)
- De wil en de weg  (2006)
- In het huis van de dichter (2008)
- Feininger voorbij (2009)
  - Das Feininger-Projekt, Novelle. Übersetzung Helga van Beuningen. Weissbooks GmbH, Frankfurt am Main 2012, ISBN 978-3-940888-16-7
- Baltische zielen (2010)
- De Vergelding (2013)
  - Die Vergeltung. Rhoon 1944. Ein Dorf unter deutscher Besatzung. Übersetzung Helga van Beuningen. Kiepenheuer & Witsch, Köln 2015, ISBN 978-3-462-04725-7
- De Kozakkentuin (2015)
  - Sibirische Sommer mit Dostojewski. Roman einer Freundschaft. Aus dem Niederländischen von Helga von Beuningen, Kiepenheuer & Witsch, Köln 2018, ISBN 978-3-462-04996-1.
- De gloed van Sint-Petersburg (2016)
- De rechtvaardigen (2018)
- Stedevaart (2020)
- De tuinen van Buitenzorg (2021)
- De kampschilders (2022)
- De ontdekking van Holland (2024)

## Auszeichnung
- 1988: Lucy B. en C.W. van der Hoogtprijs für De zee van vroeger

## Rezensionen
- Frank Raudszus: Rezension von „Die blinden Passagiere“. literaturwelt.de, abgerufen am 17. Mai 2019.
- Katharina Teutsch: Rezension von „Sibirische Sommer mit Dostojewski“. Deutschlandradio, 28. Oktober 2018, abgerufen am 17. Mai 2019.